# Johann Georg Gsteu
Johann Georg Gsteu (* 26. Juli 1927 in Hall in Tirol; † 20. August 2013 in Wien) war ein österreichischer Architekt.

## Leben

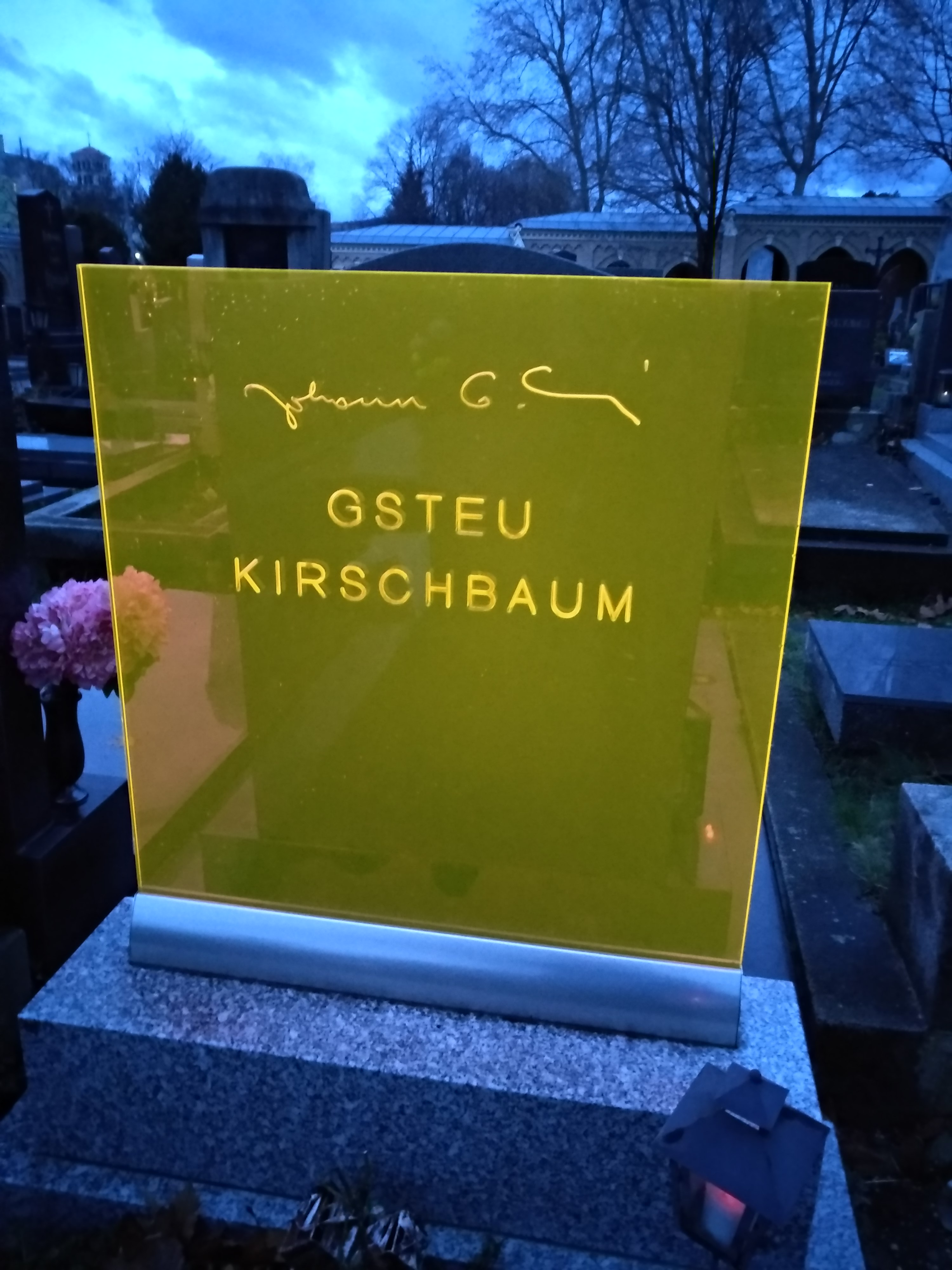
Ehrengrab

Nach Absolvierung einer Bildhauerfachschule in Salzburg begann Gsteu 1950 gemeinsam mit Friedrich Achleitner, Wilhelm Holzbauer und Friedrich Kurrent ein Architekturstudium bei Clemens Holzmeister an der Wiener Akademie der bildenden Künste. Nach dem Studium bildete er ab 1953 mit Friedrich Achleitner eine Bürogemeinschaft. Als Gsteus Hauptwerk dieser Zeit gilt die 1963 bis 1965 errichtete Oberbaumgartner Pfarrkirche in Wien.
Ein markantes Designelement seiner späteren Jahre sind Trapezbleche aus Aluminium, zu sehen beispielsweise an den Wiener U-Bahn-Stationen der Linie U6 im Süden der Bundeshauptstadt, von der Station Tscherttegasse bis Siebenhirten.
Am 20. August 2013 verstarb Gsteu im Alter von 86 Jahren im Hanusch-Krankenhaus in Wien-Penzing. Er wurde am Hernalser Friedhof in einem ehrenhalber gewidmeten Grab bestattet.

### Lehrtätigkeit
Von 1983 bis 1993 unterrichtete er als Professor an der Gesamthochschule in Kassel. 2000 bis 2005 war er Gastprofessor in Innsbruck.

## Realisierungen (Auszug)
| Foto |                 | Baujahr   | Name                                                                                   | Standort                                       | Beschreibung | Metadaten                                                                      |
| --- | --------------- | --------- | -------------------------------------------------------------------------------------- | ---------------------------------------------- | --- | ------------------------------------------------------------------------------ |
| ja | Datei hochladen | 1956–1958 | Umbau Hetzendorfer Kirche HERIS-ID: 28912 Objekt-ID: 25523                             | Marschallplatz 6, bei Standort                 | mit Friedrich Achleitner | P84(Architekt):Hubert Gangl, Eugen Felgel P131(Ort):Wien Region-ISO:AT-9       |
| ja [[Vorlage:Bilderwunsch/code!/O:Pfarrkirche Steyr-Ennsleite!/C:48.0348,14.427!/D:Pfarrkirche Steyr-Ennsleite Arbeiterstraße 15 Qualitatives Foto von Kirche und Kreuzdurchgang, Innenansicht der Kirche!/\|BW]] | Datei hochladen | 1958–1961 | Pfarrkirche Steyr-Ennsleite HERIS-ID: 98675 Objekt-ID: 114615                          | Arbeiterstraße 15 Standort                     | mit Arbeitsgruppe 4 | P84(Architekt): P131(Ort):Steyr Region-ISO:AT-4                                |
| ja | Datei hochladen | 1960–1966 | Pfarrkirche Oberbaumgarten HERIS-ID: 29050 Objekt-ID: 25673                            | Hütteldorfer Straße 282-284 Standort           | → Hauptartikel : Filialkirche Oberbaumgarten f1                                                                                | P84(Architekt): P131(Ort):Penzing Region-ISO:AT-9                              |
| ja | Datei hochladen |           | Bildhauerhaus Sankt Margarethen HERIS-ID: 30108 Objekt-ID: 26839                       | Am Alten Bahnhof 3 Standort                    | → Hauptartikel : Bildhauerhaus Sankt Margarethen f1                                                                            | P84(Architekt): P131(Ort):Sankt Margarethen im Burgenland Region-ISO:AT-1      |
| ja | Datei hochladen | 1965–1974 | Pfarrkirche Herrenried HERIS-ID: 23904 Objekt-ID: 20274                                | Konrad-Renn-Straße 2 Standort                  | mit Walter Ramsdorfer | P84(Architekt): P131(Ort):Hohenems Region-ISO:AT-8                             |
| ja | Datei hochladen | 1968–1971 | Kindergarten und Pfarrsaal Hetzendorf                                                  | Standort                                       | | P84(Architekt):Johann Georg Gsteu P131(Ort):Wien Region-ISO:AT-9               |
| ja | Datei hochladen | 1970–1972 | Umbau der Zentralsparkasse Sparkassenplatz                                             | Ullmannstraße 44, 1150 Wien Standort           | Anmerkung: 1988–1989 erfolgte neuerlich eine Umgestaltung durch Gsteu                                                          | P84(Architekt):Eugen Sehnal, Johann Georg Gsteu P131(Ort):Wien Region-ISO:AT-9 |
| ja | Datei hochladen | 1973–1978 | Wohnhausanlage Josef Bohmann-Hof HERIS-ID: 110634 Objekt-ID: 128348 Wiener Wohnen: 266 | Oskar-Grissemann-Straße 2-6, ger. Nr. Standort | | P84(Architekt): P131(Ort):Donaustadt Region-ISO:AT-9                           |
| BW | Datei hochladen | 1978–1982 | Haus Zalto, Bad Ischl                                                                  | Standort                                       | | P84(Architekt):Johann Georg Gsteu P131(Ort):Bad Ischl Region-ISO:AT-4          |
| ja | Datei hochladen | 1983–1985 | Wohnhaus Matthäusgasse                                                                 | Matthäusgasse 3, Wien 3 Standort               | | P84(Architekt):Johann Georg Gsteu P131(Ort):Wien Region-ISO:AT-9               |
| ja | Datei hochladen | 1983–1987 | Wohnhaus Weiglgasse                                                                    | Weiglgasse 4, Wien 15 Standort                 | | P84(Architekt):Johann Georg Gsteu P131(Ort):Wien Region-ISO:AT-9               |
| ja | Datei hochladen | 1985–1987 | Fahrradweg unter der Staatsbrücke                                                      | Staatsbrücke, Salzburg Standort                | Das Geländer kann im Fall eines Hochwassers umgeklappt werden, um dem Treibmaterial möglichst geringe Angriffsfläche zu bieten | P84(Architekt): P131(Ort):                                                     |
| BW | Datei hochladen | 1991–1992 | Tresorraum Hypo Wipplingerstraße                                                       | Wipplingerstraße 27, Wien 1 Standort           | | P84(Architekt): P131(Ort):                                                     |
| ja | Datei hochladen | 1990–1995 | U-Bahn-Station Tscherttegasse sowie Nebengebäude                                       | Standort                                       | → Hauptartikel : U-Bahn-Station Tscherttegasse f1                                                                              | P84(Architekt): P131(Ort):Meidling Region-ISO:AT-9                             |
| ja | Datei hochladen | 1990–1995 | U-Bahn-Station Am Schöpfwerk                                                           | Standort                                       | → Hauptartikel : U-Bahn-Station Am Schöpfwerk f1                                                                               | P84(Architekt): P131(Ort):Meidling Region-ISO:AT-9                             |
| ja | Datei hochladen | 1990–1995 | U-Bahn-Station Erlaaer Straße sowie Nebengebäude in der Remise Alterlaa                | Standort                                       | → Hauptartikel : U-Bahn-Station Erlaaer Straße f1                                                                              | P84(Architekt):Johann Georg Gsteu P131(Ort):Liesing Region-ISO:AT-9            |
| ja | Datei hochladen | 1990–1995 | U-Bahn-Stationen Perfektastraße sowie Trafohaus                                        | Standort                                       | → Hauptartikel : U-Bahn-Station Perfektastraße f1                                                                              | P84(Architekt): P131(Ort):Liesing Region-ISO:AT-9                              |
| ja | Datei hochladen | 1990–1995 | U-Bahn-Stationen U6 Süd, Siebenhirten                                                  | Standort                                       | → Hauptartikel : U-Bahn-Station Siebenhirten f1                                                                                | P84(Architekt): P131(Ort):Liesing Region-ISO:AT-9                              |
| BW | Datei hochladen | 1995      | Kindertagesheim Schumpeterweg                                                          | Schumpeterweg 3, Wien 21 Standort              | | P84(Architekt):Johann Georg Gsteu P131(Ort):Wien Region-ISO:AT-9               |
| ja | Datei hochladen | 1995      | Steinitzsteg                                                                           | Standort                                       | → Hauptartikel : Steinitzsteg f1                                                                                               | P84(Architekt): P131(Ort):Wien Region-ISO:AT-9                                 |
| ja | Datei hochladen | 2004–2006 | Müllzentrum Meidlinger Markt                                                           | Standort                                       | | P84(Architekt):Johann Georg Gsteu P131(Ort):Wien Region-ISO:AT-9               |

## Auszeichnungen und Preise
- 1955: Rompreis der Akademie der bildenden Künste Wien
- 1968: Staatspreis für Architektur
- 1976: Preis der Stadt Wien für Architektur
- 1999: Goldenes Ehrenzeichen des Landes Wien
- 2009: Österreichisches Ehrenkreuz für Wissenschaft und Kunst I. Klasse
- 2012: Josef-Lackner-Preis der Fakultät für Architektur an der Universität Innsbruck